# Charline Tyberghein
Charline Tyberghein (Antwerpen, 28 oktober 1993) is een Belgische hedendaagse kunstschilder. Zij schildert in een hedendaagse surrealistische stijl met gebruik van symbolen, pictogrammen en trompe-l'oeils.
Zij won in 2018 de "Masters Salon Painting Award 2018" als beste jonge Europese schilder.
Charline Tyberghein is de partner van de kunstenaar Dennis Tyfus. Ze woont en werkt in Borgerhout.

## Jeugd en opleiding
Charlien Tyberghein komt niet uit een artistieke familie. Kunst was voor haar geen roeping. De periode van haar middelbare studies waren eerder chaotisch en beïnvloed door de punk- en tegencultuur. Ze wist niet welke richting ze wou uitgaan. Ze behaalde haar behaalde haar diploma van middelbaar onderwijs op haar 21e via middenjury.
Hierna ging zij schilderkunst te studeren aan de Academie van Antwerpen, hoewel ze nog nooit geschilderd had. De academie trok haar aan omdat die voor haar de noodzakelijke structuur kon bieden en omdat ze haar toekomst zag in een creatieve branche, zoals grafisch ontwerper.
In tegenstelling tot de andere studenten had ze geen ervaring noch voeling met kunst en schilderen. Hierdoor had ze het zeer moeilijk tijdens de eerste jaren in de academie waarin het accent lag op de techniek.
De ontdekking van het werk van Victor Vasarely, die met eenvoudige technieken beweging wist te brengen in zijn werken, was een sleutel voor haar verdere ontwikkeling. Ze zag nieuwe mogelijkheden voor zichzelf door haar vormgeving te herleiden tot de essentie. Ze werd hierin gesteund door haar docenten. In het derde jaar, waar vooral creativiteit en originaliteit aan bod kwam, ontdekte ze dat een toekomst in de kunst voor haar tot de mogelijkheden behoorde.
Zij nam tijdens haar laatste academiejaren deel aan enkele groepstentoonstellingen. Haar werken vielen in de smaak, haar eindwerken uit 2018 werden onmiddellijk verkocht. Ze werd opgemerkt door Keteleer Gallery die haar onmiddellijk na haar studies een solotentoonstelling aanbood.

## Beste jonge Europese kunstschilder
In oktober 2018 nam ze met 40 andere recent afgestudeerde schilders uit 14 Europese kunstacademies deel aan de tentoonstelling van KOMASK (Koninklijke Maatschappij ter Aanmoediging der Schone Kunsten). Ze werd door een internationale jury bekroond met de "Masters Salon Painting Award 2018" als beste jonge Europese schilder voor haar schilderij “Get Home”, een gelaagde spuitbusschilderij. 
Dit was voor haar de start van een onverwachte carrière als beroepskunstenaar. Door haar "award" kreeg ze onmiddellijk nationale en internationale faam, met tentoonstellingen in België en in steden zoals Amsterdam, New York en Londen.

## Stijl
Kenmerkend in haar stijl is de eenvoud, het gebruik van pictogrammen en symbolen, de optische illusie van 3D-effecten en een beperkt coloriet.
De composities bestaan uit een vlakke achtergrond van abstracte geometrische patronen gevormd door elementen als bakstenen, hout of een tafellaken waarin een optische 3D-illusie is verwerkt en symbolen en pictogrammen. Het resultaat is een mengeling van abstracte en figuratieve kunst. De optische illusies worden door haar zelf ontworpen zonder digitale hulp.
De aangewende symbolen, zoals handen, voeten, een touw, een druppel een kaars, een wijnglas, een sigaret en haar vaste set pictogrammen komen regelmatig in verschillende combinaties terug in haar werken, maar hebben geen vaste betekenis.  Belangrijk voor haar is dat haar symbolen, waarvan de uitwerking beperkt is tot de essentiële vorm, de illusie van menselijke kenmerken geven. Er zit geen verhaal in de werken, eerder een suggestie van emoties die de toeschouwer zelf kan invullen en interpreteren. Dit samenspel tussen toeschouwer en kunstenaar is essentieel voor Tyberghein. Soms schildert ze ook de lijst mee.
Haar schilderijen neigen naar het surrealisme, maar dan in een hedendaagse context. Zij inspireert zich op de Brusselse surrealisten, in het bijzonder René Magritte. Net zoals de surrealisten geeft zij aan haar werken een bevreemdende grappige titel die het geheel relativeert.
Opvallend in haar exposities is dat ze haar werken niet zomaar aan de muur hangt, maar naar andere mogelijkheden zoekt zoals ze vrij laten hangen of op een sokkel plaatsen en laat interfereren.
Haar schilderijen zijn zeer gestructureerd, alles is vooraf grondig uitgewerkt, zij doet niet aan improvisatie. Toch blijft het eindresultaat een verrassing omdat een klein detail tijdens het schilderen aanleiding kan geven tot een belangrijke afwijking van het aanvankelijk ontwerp. Sporen van het maakproces mogen zichtbaar zijn in haar werk om het ambachtelijk karakter te benadrukken. Ze brengt geen verbeteringen aan, het is onmiddellijk goed- of afgekeurd. Dit sluit aan bij haar persoonlijkheid die zeer op structuur gesteld is. Ze werkt vooral met acrylverf en tape, sporadisch ook met olieverf. Ze werkt dikwijls in series.
De laatste jaren zijn haar werken persoonlijker geworden met minder aandacht op de trompe l’oeil maar meer op haar persoonlijke leefwereld. Ze beeldt nooit volledige personen uit, maar wel lichaamsdelen zoals een voet of een hand. Gezichten worden gesuggereerd door de vormgeving of de plaatsing van objecten. Dit zorgt onbewust voor een vrouwelijke toets in haar werken, die ze als zelfportretten beschouwt.

## Musea en collecties
- Museum voor Hedendaagse Kunst, MuhKA, Antwerpen (2020)[15]
- Belfius-collectie (2019)
- Collectie van De Vlaamse Gemeenschap (2019)